# Atlantis Lucid Dreaming
Atlantis Lucid Dreaming è una raccolta della band symphonic metal Therion. La compilation contiene tracce degli album A'arab Zaraq - Lucid Dreaming (1997) e Crowning of Atlantis (1999) ed è stata pubblicata nel 2005.

## Tracce
1. In Remembrance
2. Black Fairy
3. Fly to the Rainbow (cover degli Scorpions)
4. Under Jolly Roger (cover dei Running Wild)
5. Symphony of the Dead
6. Here Comes the Tears (cover dei Judas Priest)
7. Crowning of Atlantis
8. Mark of Cain
9. Clavicula Nox
10. Crazy Nights (cover dei Loudness)
11. From the Dionysian Days
12. Thor (cover dei Manowar)
13. Seawinds (cover degli Accept)
14. Black Sun (Live)

## Formazione
- Christofer Johnsson - chitarra e voce
- Kristian Niemann - chitarra
- Johan Niemann - basso
- Sami Karppinen - batteria